# Shramanisme
Shramanisme, sramanisme, samanisme, samana of sramana (Sanskriet: śramaṇa, werken, zwoegen, ook wel laag, verachtelijk en ook naakt, Pali: samaṇa) is de religieuze beweging in de antieke oudheid in India waarbij gelovigen van diverse afkomst in van de maatschappij afgezonderde religieuze gemeenschappen verlichting of nirvana probeerden te bereiken. Voorbeelden zijn groepen asceten of orden van monniken of nonnen. Het boeddhisme, het jaïnisme, het ajivikisme en enkele hedendaagse hindoeïstische sekten zijn uit het shramanisme voortgekomen, maar ook het brahmanisme en uiteindelijk de diverse hindoeïstische stromingen zijn er sterk door beïnvloed.
Deze stromingen kwamen op rond 500 v.Chr. aan het einde van de late vedische tijd. Gautama Boeddha en Mahavira, de grondleggers van respectievelijk het boeddhisme en het jaïnisme, leefden beide in deze tijd in Groter Magadha. Het is onwaarschijnlijk dat de opkomst van de shramanistische stromingen veel veranderde aan de dagelijkse beleving van religie onder de bevolking. De aanhangers van de nieuwe stromingen konden verdeeld worden in degenen die in de afgezonderde gemeenschap leefden en zij die normaal in de maatschappij bleven functioneren. De laatsten ondersteunden de afgezonderde gemeenschappen. Voor hen namen leden van die gemeenschappen, zoals monniken of asceten, de rol van de brahmanistische priesters over.
Voor de opkomst van de bewegingen uit Groter Magadha had shramanisme een andere betekenis, namelijk die van brahmanen die er een ascetische levensstijl op nahielden. Ook boeddhisten, waaronder de Boeddha zelf, werden dan ook wel aangeduid als brahmaan. Met het toenemend aantal asceten groeide de weerstand van de brahmanen die het gezinshoofd (grihastha) als de centrale figuur van het brahmanisme zagen. Zij slaagden erin om de titel brahmaan voor zichzelf te reserveren door met het varna-systeem het brahmaanschap te koppelen aan geboorte en niet aan een ascetische levensstijl. De ascetische levensvormen werden binnen het ashrama-systeem geïsoleerd als de woudkluizenaar (vanaprastha) en de wereldverzaker (samnyasin). Het betekende wel een volledige hervorming van het brahmanisme. In dit nieuw-brahmanisme of neobrahmanisme werden samsara, karma en moksha ook centrale begrippen.
In zijn concept van inclusivisme stelde Paul Hacker dat in India de polemiek veelal niet rechtstreeks werd gevoerd tegen het tegengestelde wereldbeeld, maar dat de belangrijke delen daarvan werden erkend. Deze flexibiliteit is in het Westen wel geïnterpreteerd als tolerantie, maar het maakte dat het eigen wereldbeeld prevaleerde, aangezien het tegengestelde wereldbeeld zo ondergeschikt kon worden gemaakt. Zo hoefde het brahmanisme de ideeën uit Magadha waar het mee in aanraking kwam niet te ontkennen, maar kon deze absorberen.:27-33

## Etymologie
Śrama is afgeleid van de wortel √śram. De eerste betekenis van het werkwoord √śram is die van uitgeput raken, meestal op een negatieve manier, mogelijks zelfs met de dood tot gevolg. De tweede betekenis is die van werken, inspannen. Veelal wordt hierbij een positief resultaat of beloning verwacht. Op die manier wordt het veel met yajna (offers) in verband gebracht en daarmee ook met tapas (boetedoeningen) en arcana (lof). In de legende Shunahshepa wordt śrama geassocieerd met een zwervend leven weg van menselijke nederzettingen.
Ook śramaṇa is afgeleid van √śram. De vroegste vermelding van śramaṇa is gevonden in de Taittiriya-Aranyaka behorende bij de zwarte Yajoerveda:
The vātaraśana seers (ṛṣi) were śramaṇas and celibates (ūrdhvamanthinaḥ). The seers went to them in supplication, but they absconded, entering the Kūṣmāṇḍa verses one after another. (The seers) found them there by means of faith and austerity.:12
Blijkbaar was een śramaṇa een bijzonder soort rishi of ziener. Vātaraśana kwam eerder voor in een late hymne uit de Rigveda, de keśin-hymne (RV.10.136). De keśin waren langharige muni, zwervende wijzen die zichzelf tot extase (unmaditā) brachten zoals ook gebeurd in het sjamanisme. Opvallend is dat deze hymne niet verhaald over offers, rituelen en tapas. De muni zouden optrekken met de boosaardige Rudra waarmee ze gif (viṣā) dronken dat voor anderen dodelijk zou zijn. Vātaraśana had hier de betekenis van omgord door de wind en is wel als synoniem voor hun naaktheid geïnterpreteerd, maar in dezelfde hymne wordt ook gesteld dat zij smerige kleding dragen.
Tegen de tijd van de Taittiriya-Aranyaka was de betekenis van Vātaraśana verschoven naar een klasse van rishi, naast die van Aruṇa en Ketu. Als rishi behoorden de Vātaraśana tot de stamvaders van het brahmanisme, zij die de Veda's (kennis) hadden ontdekt. Daarnaast suggereert ūrdhvamanthinaḥ dat zij enige vorm van seksuele beheersing uitoefenden, al is niet duidelijk of dit een volledig celibaat inhield.
Ascese speelde dus al een rol in de vroege vedische tijd. Ook in Brhadaranyaka-Upanishad 4.3.22 wordt de śramaṇa genoemd:
In this state a father is a not a father, a mother is not a mother, worlds are not worlds, gods are not gods, the Vedas are not Vedas, a thief is not a thief, an abortionist is not an abortionist, a Candala is not a Candala, a Paulkasa is not a Paulkasa, a śramaṇa is not a śramaṇa, and a tāpasa is not a tāpasa.:14
In de Dharmasoetra's wordt de gerelateerde term śramaṇaka gebruikt in relatie tot een heilig vuur of kluizenaar. Baudhayana-Srautasoetra 16.30 noemt de uitvoerder van het vuuroffer śramaṇa. Hoewel details van het leven van een śramaṇa niet naar voren komen uit de vroege brahmaanse literatuur, lijkt het duidelijk dat dit in ieder geval ten dele als uitzonderlijk werd beschouwd en ook gepaard ging met rituelen. De tegenstelling met brahmanen of gezinshoofden uit latere literatuur ontbrak nog.
Dit alles veranderde met de opkomst van het jaïnisme en het boeddhisme. Rond de tijd van Ashoka werden met śramaṇa vrijwel uitsluitend niet-brahmaanse asceten aangeduid. In de Edicten van Ashoka wordt met de samenstelling śramaṇa-brāhmaṇa de klasse van geestelijken aangeduid die giften mogen ontvangen, vergelijkbaar met dergelijke verwijzingen in de Pali-canon. Waar dit onder de boeddhistische Ashoka nog een gewone samenstelling was, gebruikte de brahmaan Patanjali ongeveer een eeuw later śramaṇa-brāhmaṇa als voorbeeld van een tegengestelde samenstelling zoals Panini die definieerde.:11-16

## Theorievorming
De opkomst van deze religies is wel beschreven als een reactie op het brahmanisme, de traditie van vedisch India, zelfs als de strijd tussen slang en mangoest. Het brahmanisme kenmerkt zich door een scheiding van de varna's en een priesterorde (de brahmanen) en offers bij het uitoefenen van religie. Het shramanisme zou een afwijzing zijn van de Veda's, de vedische rituelen, de bevoorrechte positie van de brahmanen en de dominante positie van het gezinshoofd (grihastha). In de shramanistische gemeenschappen zou de nadruk er juist op liggen dat alle leden gelijke status hadden ongeacht hun afkomst en dat ieder lid de religie uitoefende zonder tussenkomst van een priester.
Het beeld van de strijd tussen slang en mangoest wordt wel toegewezen aan Patanjali. Die analogie heeft Patanjali echter nooit gebruikt. De analogie suggereert een dichotomie tussen brahmanisme en shramanisme die door negentiende-eeuwse Europese Indologen vergeleken werd met die tussen katholicisme en protestantisme en waar de Boeddha werd vergeleken met Maarten Luther. Eugène Burnouf schetste in 1844 in zijn Introduction à l’histoire du Buddhisme indien een beeld van een al volledig ontwikkeld brahmanisme, waarbij de Boeddha zich zou hebben bewogen in een brahmaanse maatschappij. Veel recenter stond Richard Gombrich in How Buddhism Began. The conditioned genesis of the early teachings uit 1996 deze benadering nog voor.
Burnouf waarschuwde wel tegen het simplistische beeld van de Boeddha als sociaal hervormer die een einde maakte aan de varna's. Hermann Oldenberg maakte in Buddha. Sein Leben, seine Lehre, seine Gemeinde uit 1881 duidelijk dat het brahmanisme ten tijde van de Boeddha nog niet uitontwikkeld was en ook niet zo dominant als werd gedacht. De Boeddha keerde zich dus niet tegen een vermeende machtige brahmaanse Kerk, maar vond naast brahmanen die zich niet konden vinden in zijn ideeën voldoende brahmanen die dat wel konden. Aangezien ook het brahmanisme niet de dominante positie had die wel werd voorgesteld, viel er ook niet zoveel te hervormen en was er geen sprake van een strijd zoals die wel werd voorgesteld. Thomas William Rhys Davids stelde in Buddhist India uit 1903 zelfs dat het toenmalige India beter door boeddhistische geschriften begrepen kan worden dan via de brahmaanse werken, wat eerder polemische en normatieve werken zijn dan beschrijvende werken. De superieure positie die de brahmanen in hun eigen werken beweren te hebben, werd in de toenmalige maatschappij nog niet in die mate geaccepteerd.
Louis de La Vallée Poussin en Étienne Lamotte brachten onder de aandacht dat er ook in die tijd geen sprake was van een homogeen India en dat er wezenlijke verschillen waren tussen het orthodoxe westen en het heterodoxe oosten. Het grootste onderscheid tussen brahmanisme en shramanisme lijkt de houding ten opzichte van de wereldverzaker (samnyasin) te zijn geweest met alle elementen die hierbij horen. Het boeddhisme lijkt ook wat in de moderne tijd een marketingcampagne zou heten te hebben gevoerd om brahmanen over te halen om de leer van de Boeddha te accepteren. Johannes Bronkhorst kwam tot het concept van Groter Magadha waarin hij betoogde dat het gebied rond Magadha voor de komst van het brahmanisme een eigen ontwikkeling kende en dat de oorspronkelijke ideeën over karma en wedergeboorte (samsara) in Groter Magadha ontstaan waren voordat de vedische cultuur arriveerde. De taal die de inwoners daar spraken, het Magadhi, was weliswaar net als de vedische taal een Middel-Indo-Arische taal, maar de bevolking was al in een eerdere golf naar dit gebied gemigreerd. Magadha werd aanvankelijk door de brahmanen als niet-aryan beschouwd, maar waarschijnlijk door invasies van vreemde volkeren in het noordwesten waren de aryan naar het oosten getrokken. Dit oosten ondervond echter niet zozeer een arianisering of sanskritisering, maar een interactie waarbij de vedische cultuur zich mengde met lokale gebruiken. Het resultaat was het neobrahmanisme dat het oosten ook als aryavarta, land van de aryas, beschouwde. De culturele identiteit van de brahmanen kende in deze periode dus een grote mate van aanpassing en was niet onveranderlijk of primordiaal zoals nogal eens wordt gesuggereerd.:1-27